# 美咲留衣
美咲 留衣（みさき るい、1976年3月20日 - ）は、日本の元AV女優、元ストリッパー。1990年代に活動した。
神奈川県出身。
デビュー当初のプロフィールでは、誕生日が9月26日とされていた。DMMのプロフィールでは1979年10月3日、血液型A型とされている。

## 経歴
1998年3月に『現役本物レースクイーン デビューFUCK』でAVデビュー。元レースクイーンだとしていた。

## 作品

### アダルトビデオ
- 現役本物レースクイーン デビューFUCK（1998年12月30日、ミス・クリスティーヌ）
- OL姦禁オフィス 淫らな制服（1999年1月26日、ミス・クリスティーヌ）
- Angel（1999年8月27日、アイデアポケット）
- レースクイーンレイプ 悦楽の女王蜂（1999年9月10日、死夜悪）
- コスプレ殿堂（2000年6月10日、ビデオバンク）他4名出演
- マジエロ（2000年7月7日、芳友舎）
- 死夜悪 THE BEST 15 レースクイーンセレクト（2002年4月15日、アタッカーズ）他出演:愛川香織、藤谷しおり